# Contea di Spartanburg
La contea di Spartanburg (in inglese Spartanburg County) è una contea dello Stato della Carolina del Sud, negli Stati Uniti. La popolazione al censimento del 2000 era di 253 791 abitanti. Il capoluogo di contea è Spartanburg.

## Geografia
La contea si trova nel nord-ovest dello Stato, al confine con la Carolina del Nord. Il fiume Edisto forma il confine sud-ovest e la contea è attraversata dai fiumi Tyger e Pacolet. Si tratta di una regione prevalentemente pedemontana e collinare al limite dei monti Blue Ridge, una catena degli Appalachi.

### Contee confinanti
- Contea di Rutherford (Carolina del Nord) - nord
- Contea di Cherokee - est
- Contea di Union - sud-est
- Contea di Laurens - sud
- Contea di Greenville - ovest
- Contea di Polk (Carolina del Nord) - nord-ovest

## Storia
L'area era abitata dai nativi Cherokee fino all'arrivo dei coloni europei a metà del XVIII secolo. La contea fu istituita nel 1785 e fu chiamata così per la Spartan Rifles, una milizia locale durante la guerra d'indipendenza americana.

## Comuni

### Cities
- Chesnee
- Greer
- Inman
- Landrum
- Spartanburg (capoluogo)
- Wellford
- Woodruff

### Towns
- Campobello
- Central Pacolet
- Cowpens
- Duncan
- Lyman
- Pacolet
- Reidville

### Census-designated places
| - Arcadia - Arkwright - Ben Avon - Boiling Springs - Camp Croft - Clifton - Converse - Cross Anchor - Drayton | - Enoree - Fairforest - Fingerville - Glendale - Glenn Springs - Gramling - Hilltop - Inman Mills | - Mayo - Pauline - Roebuck - Saxon - Southern Shops - Startex - Valley Falls - Whitney |